# Kolonie Dąbrowskie
Kolonie Dąbrowskie ist ein kleiner Ort in der polnischen Woiwodschaft Ermland-Masuren, der zur Stadt-und-Land-Gemeinde Olecko (Marggrabowa, umgangssprachlich auch Oletzko, 1928 bis 1945 Treuburg) im Powiat Olecki (Kreis Oletzko, 1933 bis 1945 Kreis Treuburg) gehört.

## Geographische Lage
Kolonie Dąbrowskie ist der Name eines Weilers (polnisch osada), der im Osten der Woiwodschaft Ermland-Masuren und östlich des Dorfes Dąbrowskie (Dombrowsken, 1938 bis 1945 Königsruh) liegt. Bis zur Kreisstadt Olecko sind es acht Kilometer in südwestlicher Richtung.

## Geschichte
Über die Geschichte des kleinen Ortes liegen keine Belege vor, auch nicht im Blick auf eine etwaige deutsche Vergangenheit vor 1945.
Die Kolonie Dąbrowskie ist heute eine Ortschaft im Schulzenamt (polnisch sołectwo) Dąbrowskie innerhalb der Stadt-und-Land-Gemeinde Olecko im Powiat Olecki, bis 1998 der Woiwodschaft Suwałki, seither der Woiwodschaft Ermland-Masuren zugehörig.

## Kirche
Die Kolonie Dąbrowskie liegt heute katholischerseits im Einzugsbereich der Pfarrgemeinden Szczecinki (Sczeczinken, 1916 bis 1945 Eichhorn) oder Judziki (Judzicken, 1938 bis 1945 Wiesenhöhe), die beide zum Bistum Ełk (deutsch Lyck) in der Römisch-katholischen Kirche in Polen gehören.
Die evangelischen Kirchenglieder orientieren sich zu den Kirchengemeinden Ełk oder auch Gołdap, beide der Diözese Masuren der Evangelisch-Augsburgischen Kirche in Polen zugeordnet.

## Verkehr
Lediglich von Dąbrowskie (Dombrowsken, 1938 bis 1945 Königsruh) aus führt ein kleiner Landweg in die Kolonie Dąbrowskie.